# Mayom
Mayom – miasto w Sudanie Południowym w stanie Północne Liech. Liczy 10 043 mieszkańców.